# Baruth/Mark
Baruth/Mark est une ville de l'arrondissement de Teltow-Fläming, dans le Land de Brandebourg, en Allemagne. 

## Géographie
La commune se situe dans la vallée proglaciaire de Głogów-Baruth au nord-est du Flamain. Elle se trouve à environ 40 kilomètres au sud des limites de Berlin.

### Transports
La gare de Baruth est reliée à la ligne de Berlin à Dresde. Elle est desservie par les trains Regional-Express. 
La ville est directement connectée à la Bundesautobahn 13 reliant Berlin et Dresde. La Bundesstraße 96 (Zossen – Luckau) et la Bundesstraße 115 (Jüterbog – Lübben) se croisent dans la ville.

### Municipalité
Outre la ville même, la municipalité comprend les localités suivantes : Klein Ziescht et Groß Ziescht (avec Kemlitz), Dornswalde, Hortswalde, Klasdorf (avec le quartier de l'ancienne verrerie, Glashütte), Ließen, Mersdorf, Mückendorf, Paplitz, Petkus (avec Charlottenfelde), Radeland et Schöbendorf.

## Histoire
Fondé au cours de la colonisation germanique dans le pays des Wendes à l'est de l'Elbe et de la Saale, l'endroit est mentionné pour la première fois en 1234 et fait initialement partie des possessions de l'archevêché de Magdebourg et de la noble famille von Schlieben. À partir de 1326, le domaine tomba sous la suprématie des ducs ascaniens de Saxe-Wittemberg puis, dès 1423, des électeurs de Saxe de la maison de Wettin. Il était proche des frontières avec le margraviat de Lusace à l'est et de la marche de Brandebourg au nord.

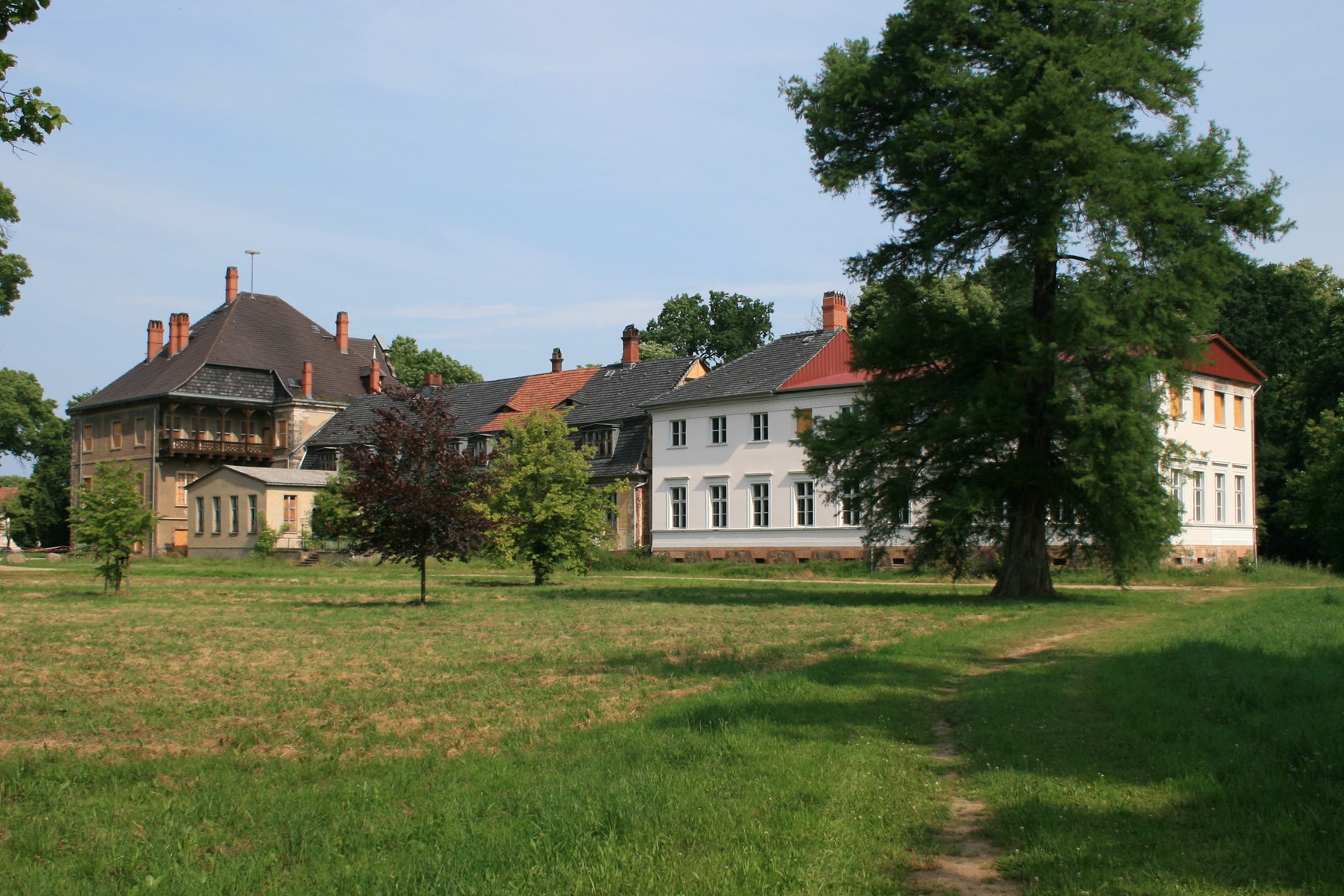
Château de Baruth.

Otton  de Solms-Laubach (1550–1612), comte du Saint-Empire, seigneur de Sonnewalde en Lusace et de Pouch en Saxe, acquiert la seigneurie de Baruth en 1596 et fut inféodé par l'électeur de Saxe. À partir de 1615, la seigneurie de Solms-Baruth est créée et ses terres comptent parmi les domaines les plus prospères de la région. Baruth obtient les privilèges de ville du droit de Magdebourg en 1616. 
Au congrès de Vienne en 1815, le royaume de Saxe, ancien allié de Napoléon, perd la région au profit du royaume de Prusse. Baruth fait alors partie de l'Arrondissement de Jüterbog-Luckenwalde au sein de la province de Brandebourg jusqu'en 1946, puis du district de Zossen, sous le régime de la République démocratique allemande.
Le quartier de Glashütte (littéralement verrerie) est connu pour sa fabrication du verre depuis le XIIIe siècle et surtout après 1716. Un musée du verre y est ouvert et l'endroit est protégé depuis 1983.

## Architecture
- Château de Baruth
- Église luthérienne-évangélique Saint-Sébastien reconstruite au XVIIe siècle

## Personnalités liées à la ville
- Jean-Christian II de Solms-Baruth (1733-1800), comte ;
- Ewald von Lochow (1855-1942), général né à Petkus ;
- Feodora Schenk (1920-2006), athlète.